# Holthuisana wollastoni
Holthuisana wollastoni is een krabbensoort uit de familie van de Gecarcinucidae. De wetenschappelijke naam van de soort is voor het eerst geldig gepubliceerd in 1914 door Calman.